# Prahok
Prahok é uma pasta de peixe salgada típica do Camboja e da culinária khmer. No campo, este produto é consumido com arroz, em vez de carne ou peixe e, em toda a parte, é misturado a sopas ou usado na preparação de kroeung, uma pasta de temperos. Outra forma de consumir o prahok é misturá-lo com folhas de lima e outros vegetais, enrolar a mistura em folhas de bananeira e grelhar. 
O produto ainda é preparado da forma tradicional, com o peixe do rio limpo e salgado acondicionado com os pés (lavados) em barris que são deixados ao sol durante um dia, para começar o processo de fermentação. A qualidade do produto depende da forma como o peixe foi limpo de espinhas e escamas, e da forma como foi curado. Existe no Cambodja um outro produto similar, mas mais sofisticado, chamado “maam”, que consiste em peixes fumados e conservados por menos tempo que o prahok, em sal, arroz e galangal. 
Muitos países usam pastas ou molhos de produtos fermentados para dar aos alimentos o “quinto sabor, o umami. Os antigos romanos produziam garum e os seus descendentes mediterrânicos refinaram o pissalat; em todo o sul e sueste asiático existe alguma forma de molho de peixe, ou outras pastas como o belacan da Malásia, que deu origem ao balchão de Goa.